# Mont Blanctunnel
De Mont Blanctunnel is een tunnel voor het wegverkeer die Frankrijk met Italië verbindt. In het jaar 2011 maakten er ongeveer 1,87 miljoen voertuigen gebruik van. Als alternatief kan de Fréjustunnel gebruikt worden.

## Kenmerken
De tunnel is 11,6 kilometer lang en bestaat uit een 8,60 meter brede tunnelbuis met twee rijstroken. De tunnel loopt onder de Mont Blanc van de Franse plaats Chamonix-Mont-Blanc in het departement Haute-Savoie naar het Franstalige dorp Courmayeur in de Italiaanse regio Aostadal.

## Geschiedenis
De bouw van de Mont Blanctunnel begon in 1959.
Op 15 september 1962 werd de tunnel aan de Franse zijde ingewijd door de premiers van Frankrijk (Georges Pompidou) en Italië (Amintore Fanfani). Op 16 juli 1965 vond de ceremoniële opening plaats. Drie dagen later werd de Mont Blanctunnel voor het wegverkeer opengesteld. De tunnel maakt onderdeel uit van de E25, is op Frans grondgebied genummerd als N205 en op Italiaans grondgebied als T1.
Op 24 maart 1999 vloog in het midden van de tunnel een Belgische vrachtwagen in brand. Laat en onjuist optreden van het tunnelpersoneel, onder andere ten gevolge van communicatieproblemen, verergerde de situatie. Bij de brand kwamen 39 mensen om het leven.
Op 9 maart 2002 werd de tunnel heropend. Om communicatieproblemen te voorkomen, wordt de tunnel nu nog maar door één onderneming beheerd: GEIE-TMB (Groupement Européen d’Intérêt Économique du Tunnel du Mont Blanc). Dit bedrijf voert het beheer uit in opdracht van de Franse en Italiaanse concessiehouders ATMB (Autoroutes et Tunnel du Mont Blanc) en SITMB (Società Italiana per azioni per il Traforo del Monte Bianco).
De GEIE-TMB heft tol. Een enkele passage met een personenauto kostte in januari 2012 vanuit Frankrijk 38,90 euro, vanuit Italië 39,40 euro. Per 1 januari 2017 was dat 43,50 euro respectievelijk 44,20 euro. In juni 2025 kostte een enkele reis vanuit Frankrijk 54,80 euro.

## Traject T1
| Vlag van Frankrijk      | van/naar Chamonix-Mont-Blanc        |
| Grens met ander EU-land | Grensovergang Chamonix - Courmayeur |
| Tunnel                  | Tunnel (11600 m)                    |
| Tol                     | Barriera Traforo del Monte Bianco   |
|                         | van/naar Torino, Aosta              |